# Melania Medeleanu
Melania Medeleanu (n. 19 iulie 1978, București, România) , absolventă a facultății de Psihologie și Sociologie a Universității București,este o prezentatoare română de știri la postul Prima TV. A fost căsătorită cu solistul formației Taxi, Dan Teodorescu.
Melania Medeleanu și-a început cariera în calitate de prezentatoare a unei emisiuni de rebus de pe televiziunea publică, pentru a trece la Realitatea TV începând din 2002, la puțină vreme după lansarea postului (2001). Are la activ stagii de pregătire la televiziuni locale din Statele Unite.
În prezent este editor-prezentator al știrilor PrimaTV - Focus. 
Coordonează activitățile ONG-ului Magicamp[nefuncțională – arhivă]
 dedicat reintegrării copiilor cu afecțiuni oncologice în viața socială. Prin jocuri discret supravegheate de medici și personal de specialitate, Magicamp ajută copiii la clădirea încrederii în propriile forțe, a stimei de sine, a independenței și a interesului acestora față de construirea de prietenii noi și participarea la diferite activități sociale. 
Fondator și trainer la Dicție fără cusur unde organizează cursuri de dicție și public speaking. Experiența ca om de televiziune, studiile aprofundate în Logopedie și Comunicare și relații publice dar și un certificat de formator, atestat de CNFPA, o recomandă pentru aceste cursuri. 
Este absolventă a BBC Radio School și licențiată în Psihologie și Sociologie la Universitatea Spiru Haret Bucuresti. Are la activ un premiu APTR pentru cel mai bun jurnal de știri, împreună cu echipa Realitatea TV (2005).